# Marek Maćkowiak
Marek Maćkowiak (ur. 3 czerwca 1958 w Poznaniu, zm. 6 marca 2018) – polski szachista, warcabista, trener oraz sędzia podczas międzynarodowych turniejów szachowych i warcabowych.

## Kariera szachowa
Największe sukcesy odniósł w odmianie szachów heksagonalnych, wielokrotnie zdobywając medale mistrzostw świata i Europy: cztery złote (1980 – ME, 1986 – ME, 1991 – MŚ, 1999 – MŚ), dwa srebrne (1989 – ME, 1998 – ME) oraz brązowy (1984 – ME). Oprócz tego, w 1989 r. zwyciężył w turnieju "Top-16" w Poznaniu, natomiast w 1990 zajął III m. w turnieju "Crystal Cup" w Tatabányi. W 1990 r. otrzymał tytuł arcymistrza szachów heksagonalnych.
Sukcesy odnosił również w rywalizacji szachistów niewidomych i słabowidzących, wielokrotnie startując w finałach indywidualnych mistrzostw Polski (największy sukces – srebrny medal, Jastrzębia Góra 2011). W 2011 r. zajął XIV m. w rozegranych w Rodos indywidualnych mistrzostwach Europy Międzynarodowego Stowarzyszenia Szachistów Niewidomych. W 2012 r. reprezentował Polskę na rozegranej w Madrasie szachowej olimpiadzie niewidomych, natomiast w 2014 r. zajął XVI m. na rozegranych w Katerini mistrzostwach świata osób niewidomych i słabowidzących.
W grze klasycznej największy sukces odniósł w 1984 r. w Jaszowcu, zdobywając złoty medal drużynowych mistrzostw Polski (w barwach klubu "Legion" Warszawa). W 2012 r. podzielił II m. (za Jakobem Meisterem, wspólnie z m.in. Ołehem Romanyszynem i Siergiejem Kaliniczewem) w międzynarodowym otwartym turnieju Lichtenrader Herbst w Berlinie.
Najwyższy ranking w karierze osiągnął 1 stycznia 1984 r., z wynikiem 2265 punktów zajmował wówczas 108. miejsce wśród polskich szachistów.